# Plaques de matrícula d'Iowa

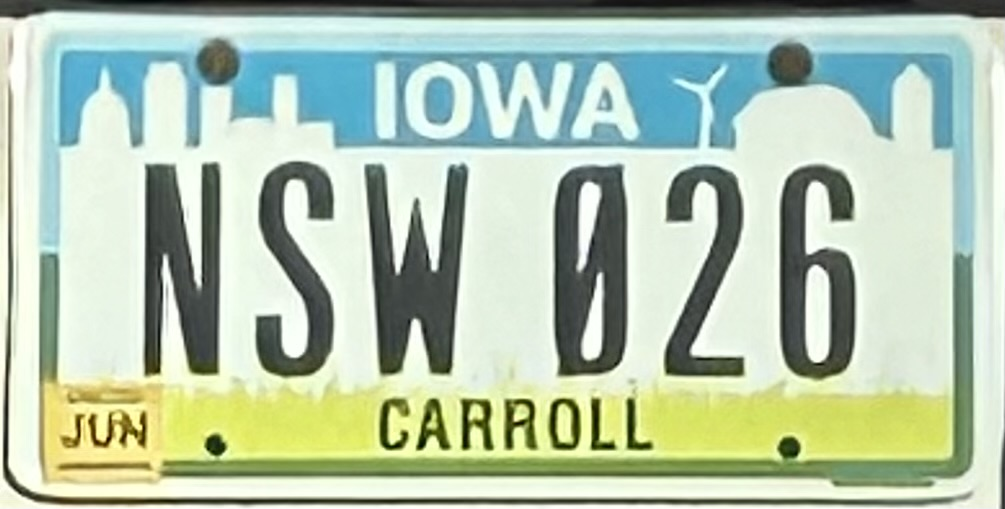
Model de matrícula actual d'Iowa.

Les plaques de matrícula d'Iowa  es componen des de l'abril de 2018 d'un sistema de combinació aleatori format per una sèrie de tres lletres i tres xifres, separades per un espai en blanc (ex. ABC 123) de color negre sobre un fons reflectant amb una imatge gràfica d'un cel blau, l'horitzó blanc de la ciutat, una granja, un aerogenerador i un camp d'herba verd clar. El nom de l'estat, "IOWA", apareix centrat a la part superior en color blanc i el nom del comtat d'emissió de la matrícula en negre a la part inferior. El disseny de la placa, anomenat "City and Country Reboot",  es va triar per elecció popular a la fira Iowa State Fair que se celebra anualment a Des Moines.
Actualment, les plaques les emet el Departament de Transport d'Iowa a través de la seva Divisió de Vehicles de Motor. Les plaques davantera i posterior són obligatòries per a la majoria de tipus de vehicle, mentre que només són obligatòries les plaques posteriors per a motocicletes i remolcs.

## Història

### Codificació per comtat
Iowa va establir durant el període 1922-1984 un seguit de codis identificatius del comtat d'emissió de la placa de matrícula.
| Nom del comtat | Període 1922 | Període 1923-24 | Període 1925 | Període 1926 | Període 1927 | Període 1928–29 | Període 1930–78 | Període 1978–84 |
| -------------- | ------------ | --------------- | ------------ | ------------ | ------------ | --------------- | --------------- | --------------- |
| Adair          | 6            | 7               | 8            | 10           | 1            | 1               | 1               | AAA–AAZ         |
| Adams          | 7            | 8               | 9            | 11           | 2            | 2               | 2               | ABA–ABZ         |
| Allamakee      | 8            | 9               | 10           | 12           | 3            | 3               | 3               | ACA–ACZ         |
| Appanoose      | 9            | 10              | 11           | 13           | 4            | 4               | 4               | ADA–ADZ         |
| Audubon County | 10           | 11              | 12           | 14           | 5            | 5               | 5               | AEA–AEZ         |
| Benton         | 11           | 12              | 13           | 15           | 6            | 6               | 6               | AFA–AGZ         |
| Black Hawk     | 12           | 6               | 6            | 6            | H            | H               | 6               | AHA–AMZ         |
| Boone          | 13           | 13              | 14           | 16           | 7            | 7               | 8               | ANA–AOZ         |
| Bremer         | 14           | 14              | 15           | 17           | 8            | 8               | 9               | APA–AQZ         |
| Buchanan       | 15           | 15              | 16           | 18           | 9            | 9               | 10              | ARA–ARZ         |
| Buena Vista    | 16           | 16              | 17           | 19           | 10           | 10              | 11              | ASA–ATZ         |
| Butler         | 17           | 17              | 18           | 20           | 11           | 11              | 12              | AUA–AUZ         |
| Calhoun        | 18           | 18              | 19           | 21           | 12           | 12              | 13              | AVA–AVZ         |
| Carroll        | 19           | 19              | 20           | 22           | 13           | 13              | 14              | AWA–AXZ         |
| Cass           | 20           | 20              | 21           | 23           | 14           | 14              | 15              | AYA–AYZ         |
| Cedar          | 21           | 21              | 22           | 24           | 15           | 15              | 16              | AZA–AZZ         |
| Cerro Gordo    | 22           | 22              | 23           | 25           | M            | M               | 17              | BAA–BCZ         |
| Cherokee       | 23           | 23              | 24           | 26           | 16           | 16              | 18              | BDA–BDZ         |
| Chickasaw      | 24           | 24              | 25           | 27           | 17           | 17              | 19              | BEA–BEZ         |
| Clarke         | 25           | 25              | 26           | 28           | 18           | 18              | 20              | BFA–BFZ         |
| Clay           | 26           | 26              | 27           | 29           | 19           | 19              | 21              | BGA–BGZ         |
| Clayton        | 27           | 27              | 28           | 30           | 20           | 20              | 22              | BHA–BIZ         |
| Clinton        | 28           | 28              | 29           | 8            | K            | K               | 23              | BJA–BLZ         |
| Crawford       | 29           | 29              | 30           | 31           | 21           | 21              | 24              | BMA–BMZ         |
| Dallas         | 30           | 30              | 31           | 32           | 22           | 22              | 25              | BNA–BOZ         |
| Davis          | 31           | 31              | 32           | 33           | 23           | 23              | 26              | BPA–BPZ         |
| Decatur        | 32           | 32              | 33           | 34           | 24           | 24              | 27              | BQA–BQZ         |
| Delaware       | 33           | 33              | 34           | 35           | 25           | 25              | 28              | BRB–BRZ         |
| Des Moines     | 34           | 34              | 35           | 36           | N            | N               | 29              | BSA–BUZ         |
| Dickinson      | 35           | 35              | 36           | 37           | 26           | 26              | 30              | BVA–BVZ         |
| Dubuque        | 36           | 36              | 7            | 7            | J            | J               | 31              | BWA–CAZ         |
| Emmet          | 37           | 37              | 37           | 38           | 27           | 27              | 32              | CBA–CBZ         |
| Fayette        | 38           | 38              | 38           | 39           | 28           | 28              | 33              | CCA–CDZ         |
| Floyd          | 39           | 39              | 39           | 40           | 29           | 29              | 34              | CEA–CFZ         |
| Franklin       | 40           | 40              | 40           | 41           | 30           | 30              | 35              | CGA–CGZ         |
| Fremont        | 41           | 41              | 41           | 42           | 31           | 31              | 36              | CHA–CHZ         |
| Greene         | 42           | 42              | 42           | 43           | 32           | 32              | 37              | CIA–CIZ         |
| Grundy         | 43           | 43              | 43           | 44           | 33           | 33              | 38              | CJA–CJZ         |
| Guthrie        | 44           | 44              | 44           | 45           | 34           | 34              | 39              | CKA–CKZ         |
| Hamilton       | 45           | 45              | 45           | 46           | 35           | 35              | 40              | CLA–CMZ         |
| Hancock        | 46           | 46              | 46           | 47           | 36           | 36              | 41              | CNA–CNZ         |
| Hardin         | 47           | 47              | 47           | 48           | 37           | 37              | 42              | COA–CPZ         |
| Harrison       | 48           | 48              | 48           | 49           | 38           | 38              | 43              | CQA–CQZ         |
| Henry          | 49           | 49              | 49           | 50           | 39           | 39              | 44              | CRA–CRZ         |
| Howard         | 50           | 50              | 50           | 51           | 40           | 40              | 45              | CSA–CSZ         |
| Humboldt       | 51           | 51              | 51           | 52           | 41           | 41              | 46              | CTA–CTZ         |
| Ida            | 52           | 52              | 52           | 53           | 42           | 42              | 47              | CUA–CUZ         |
| Iowa           | 53           | 53              | 53           | 54           | 43           | 43              | 48              | CVA–CVZ         |
| Jackson        | 54           | 54              | 54           | 55           | 44           | 44              | 49              | CWA–CWZ         |
| Jasper         | 55           | 55              | 55           | 56           | 45           | P               | 50              | CXA–CYZ         |
| Jefferson      | 56           | 56              | 56           | 57           | 46           | 45              | 51              | CZA–CZZ         |
| Johnson        | 57           | 57              | 57           | 58           | 47           | 46              | 52              | DAA–DDZ         |
| Jones          | 58           | 58              | 58           | 59           | 48           | 47              | 53              | DEA–DEZ         |
| Keokuk         | 59           | 59              | 59           | 60           | 49           | 48              | 54              | DFA–DFZ         |
| Kossuth        | 60           | 60              | 60           | 61           | 50           | 49              | 55              | DGA–DHZ         |
| Lee            | 61           | 61              | 61           | 62           | 51           | R               | 56              | DIA–DLZ         |
| Linn           | 4            | 4               | 3            | 3            | C            | C               | 57              | DMA–DTZ         |
| Louisa         | 62           | 62              | 62           | 63           | 52           | 50              | 58              | DUA–DUZ         |
| Lucas          | 63           | 63              | 63           | 64           | 53           | 51              | 59              | DVA–DVZ         |
| Lyon           | 64           | 64              | 64           | 65           | 54           | 52              | 60              | DWA–DWZ         |
| Madison        | 65           | 65              | 65           | 66           | 55           | 53              | 61              | DXA–DXZ         |
| Mahaska        | 66           | 66              | 66           | 67           | 56           | 54              | 62              | DYA–DZZ         |
| Marion         | 67           | 67              | 67           | 68           | 57           | 55              | 63              | EAA–EBZ         |
| Marshall       | 68           | 68              | 68           | 69           | 58           | 56              | 64              | ECA–EEZ         |
| Mills          | 69           | 69              | 69           | 70           | 59           | 57              | 65              | EFA–EFZ         |
| Mitchell       | 70           | 70              | 70           | 71           | 60           | 58              | 66              | EGA–EGZ         |
| Monona         | 71           | 71              | 71           | 72           | 61           | 59              | 67              | EHA–EHZ         |
| Monroe         | 72           | 72              | 72           | 73           | 62           | 60              | 68              | EIA–EIZ         |
| Montgomery     | 73           | 73              | 73           | 74           | 63           | 61              | 69              | EJA–EJZ         |
| Muscatine      | 74           | 74              | 74           | 75           | 64           | 62              | 70              | EKA–ELZ         |
| O'Brien        | 75           | 75              | 75           | 76           | 65           | 63              | 71              | EMA–EMZ         |
| Osceola        | 76           | 76              | 76           | 77           | 66           | 64              | 72              | ENA–ENZ         |
| Page           | 77           | 77              | 77           | 78           | 67           | 65              | 73              | EOA–EOZ         |
| Palo Alto      | 78           | 78              | 78           | 79           | 68           | 66              | 74              | EPA–EPZ         |
| Plymouth       | 79           | 79              | 79           | 80           | 69           | 67              | 75              | EQA–ERZ         |
| Pocahontas     | 80           | 80              | 80           | 81           | 70           | 68              | 76              | ESA–ESZ         |
| Polk           | 1            | 1               | 1            | 1            | A            | A               | 77              | FAA–FPZ         |
| Pottawattamie  | 5            | 5               | 5            | 5            | F            | F               | 78              | FQA–FUZ         |
| Poweshiek      | 81           | 81              | 81           | 82           | 71           | 69              | 79              | FVA–FVZ         |
| Ringgold       | 82           | 82              | 82           | 83           | 72           | 70              | 80              | FWA–FWZ         |
| Sac            | 83           | 83              | 83           | 84           | 73           | 71              | 81              | FXA–FXZ         |
| Scott          | 3            | 3               | 4            | 4            | E            | E               | 82              | GAA–GHZ         |
| Shelby         | 84           | 84              | 84           | 85           | 74           | 72              | 83              | GIA–GIZ         |
| Sioux          | 85           | 85              | 85           | 86           | 75           | 73              | 84              | GJA–GKZ         |
| Story          | 86           | 86              | 86           | 87           | 76           | 74              | 85              | GLA–GNZ         |
| Tama           | 87           | 87              | 87           | 88           | 77           | 75              | 86              | GOA–GOZ         |
| Taylor         | 88           | 88              | 88           | 89           | 78           | 76              | 87              | GPA–GPZ         |
| Union          | 89           | 89              | 89           | 90           | 79           | 77              | 88              | GQA–GQZ         |
| Van Buren      | 90           | 90              | 90           | 91           | 80           | 78              | 89              | GRA–GRZ         |
| Wapello        | 91           | 91              | 91           | 92           | 81           | 79              | 90              | GSA–GUZ         |
| Warren         | 92           | 92              | 92           | 93           | 82           | 80              | 91              | GVA–GWZ         |
| Washington     | 93           | 93              | 93           | 94           | 83           | 81              | 92              | GXA–GXZ         |
| Wayne          | 94           | 94              | 94           | 95           | 84           | 82              | 93              | GYA–GYZ         |
| Webster        | 95           | 95              | 95           | 9            | L            | L               | 94              | HAA–HCZ         |
| Winnebago      | 96           | 96              | 96           | 96           | 85           | 83              | 95              | HDA–HDZ         |
| Winneshiek     | 97           | 97              | 97           | 97           | 86           | 84              | 96              | HEA–HEZ         |
| Woodbury       | 2            | 2               | 2            | 2            | B            | B               | 97              | HFA–HKZ         |
| Worth          | 98           | 98              | 98           | 98           | 87           | 85              | 98              | HLA–HLZ         |
| Wright         | 99           | 99              | 99           | 9            | 88           | 86              | 99              | HMA–HMZ         |
| Non-resident   | 0            | 00              | 00           | 00           | 00           | 00              | 00              | HNA–HNZ         |

### Models de 1911 fins 1955
L'estat d'Iowa va començar a registrar automòbils el 1904. Els propietris muntaven les seves pròpies matrícules fins al 1911 quan va començar a emetre-les l'estat. Iowa, juntament amb Arizona i Nebraska, va introduir l'ús de prefixos de codi de comtat a les plaques el 1922.
| Imatge | Data d'expedició | Disseny                                                                                      | Lema                             | Combinació utilitzada  | Notes |
| ------ | ---------------- | -------------------------------------------------------------------------------------------- | -------------------------------- | ---------------------- | --- |
|        | 1911             | Caràcters en relleu de color blanc sobre fons blau marí. "IA 1911" a la dreta en vertical.   | Sense lema                       | 12345                  | Placa de mides 6" x 15".                                                                                                  |
|        | 1912             | Caràcters en relleu de color blanc sobre fons negre. "IA 1912" a la dreta en vertical.       | Sense lema                       | 12345                  | |
|        | 1913             | Caràcters en relleu de color negre sobre fons blanc. "IA 1913" a la dreta en vertical.       | Sense lema                       | 12345                  | |
|        | 1914             | Caràcters en relleu de color blanc sobre fons negre. "IA 1914" a la dreta en vertical.       | Sense lema                       | 123456                 | |
|        | 1915             | Caràcters en relleu de color negre sobre fons groc. "IA 1915" a la dreta en vertical.        | Sense lema                       | 123456                 | Canvi de mides de les plaques de 6 caràcters a 6" x 16 1/4".                                                              |
|        | 1916-18          | Caràcters en relleu de color beix sobre fons verd oliva. "IA -" a la dreta en vertical.      | Sense lema                       | 123456                 | Canvi de mides a: 2-5 caràcters (6" x 15"), 6 caràcters (6" x 16" sèries 100000-199999) i (6" x 17" sèries 200000-399999) |
|        | 1919             | Caràcters en relleu de color blanc sobre fons marró. "IA 19" a la dreta en vertical.         | Sense lema                       | 123456                 | Cavi de mides a 5 1/2" x 15".                                                                                             |
|        | 1920             | Caràcters en relleu de color negre sobre fons verd clar. "IA 20" a la dreta en vertical.     | Sense lema                       | 123456                 | Canvi de mides a: 4-5 caràcters (5 1/2" x 15") i 6 caràcters (5 1/2" x 16").                                              |
|        | 1921             | Caràcters en relleu de color blanc sobre fons negre. "IA 21" a la dreta en vertical.         | Sense lema                       | 123456                 | |
|        | 1922             | Caràcters en relleu de color negre sobre fons blanc. "IA 22" a la dreta en vertical.         | Sense lema                       | 1-12345 10-1234        | Introducció dels codis numèrics de comtat. Canvi de mides a 5 1/2" x 15 1/2".                                             |
|        | 1923             | Caràcters en relleu de color carabassa sobre fons negre. "IA 23" a la dreta en vertical.     | Sense lema                       | 1-12345 10-1234        | |
|        | 1924             | Caràcters en relleu de color blanc sobre fons negre. "IA 24" a la dreta en vertical.         | Sense lema                       | 1-12345 10-1234        | |
|        | 1925             | Caràcters en relleu de color negre sobre fons gris. "IA 25" a la dreta en vertical.          | Sense lema                       | 1-12345 10-1234        | |
|        | 1926             | Caràcters en relleu de color blanc sobre fons granat. "IA 26" a la dreta en vertical.        | Sense lema                       | 1-12345 10-1234        | Canvi de mides a 5 5/8" x 15 1/2".                                                                                        |
|        | 1927             | Caràcters en relleu de color carabassa sobre fons blau marí. "IA 27" a la dreta en vertical. | Sense lema                       | A-12345 1-1234 10-1234 | |
|        | 1928             | Caràcters en relleu de color negre sobre fons blanc. "IA 28" a la dreta en vertical.         | Sense lema                       | A-12345 1-1234 10-1234 | |
|        | 1929             | Caràcters en relleu de color negre sobre fons verd. "IOWA" i "1929" a la dreta.              | Sense lema                       | A-12345 1-1234 10-1234 | Primara placa amb el nom complet de l'estat.                                                                              |
|        | 1930             | Caràcters en relleu de color blanc sobre fons blau marí. "IOWA-1930" centrat a baix.         | Sense lema                       | 1-12345 10-12345       | Canvi de mides a 5 1/2" x 12 5/8".                                                                                        |
|        | 1931             | Caràcters en relleu de color blau marí sobre fons blanc. "IOWA-1931" centrat a baix.         | Sense lema                       | 1-12345 10-12345       | |
|        | 1932             | Caràcters en relleu de color blanc sobre fons granat. "IOWA-1932" centrat a baix.            | Sense lema                       | 1-12345 10-12345       | |
|        | 1933             | Caràcters en relleu de color blanc sobre fons blau marí. "IOWA-1933" centrat a dalt.         | Sense lema                       | 1-12345 10-12345       | |
|        | 1934             | Caràcters en relleu de color groc sobre fons negre. "IOWA-1934" centrat a baix.              | Sense lema                       | 1-12345 10-12345       | |
|        | 1935             | Caràcters en relleu de color blanc sobre fons blau marí. "IOWA-1935" centrat a dalt.         | Sense lema                       | 1-12345 10-12345       | |
|        | 1936             | Caràcters en relleu de color blau marí sobre fons blanc. "IOWA-1936" centrat a baix.         | Sense lema                       | 1-12345 10-12345       | |
|        | 1937             | Caràcters en relleu de color blanc sobre fons blau marí. "IOWA-1937" centrat a baix.         | Sense lema                       | 1-12345 10-12345       | |
|        | 1938             | Caràcters en relleu de color blau marí sobre fons blanc. "IOWA-1938" centrat a dalt.         | Sense lema                       | 1-12345 10-12345       | |
|        | 1939             | Caràcters en relleu de color blanc sobre fons blau marí. "IOWA-1939" centrat a baix.         | Sense lema                       | 1-12345 10-12345       | |
|        | 1940             | Caràcters en relleu de color blau marí sobre fons carabassa. "IOWA-1940" centrat a dalt.     | Sense lema                       | 1-12345 10-12345       | |
|        | 1941             | Caràcters en relleu de color negre sobre fons blanc. "IOWA-1941" centrat a baix.             | Sense lema                       | 1-12345 10-12345       | |
|        | 1942-44          | Caràcters en relleu de color blanc sobre fons negre. "IOWA-1942" centrat a dalt.             | Sense lema                       | 1-12345 10-12345       | Revalidada pel 1943 i 1944 amb adhesius al parabrisa, degut a l'escassetat de metall per a la Segona Guerra Mundial.      |
|        | 1945             | Caràcters en relleu de color negre sobre fons blanc. "IOWA-1945" centrat a dalt.             | Sense lema                       | 1-12345 10-12345       | Només es van emetre plaques posteriors degut a l'escassetat de metall, es portava un adhesiu al parabrisa del vehicle.    |
|        | 1946             | Caràcters en relleu de color blanc sobre fons negre. "IOWA-1946" centrat a dalt.             | Sense lema                       | 1-12345 10-12345       | |
|        | 1947-48          | Caràcters en relleu de color negre sobre fons blanc. "1947-IOWA" centrat a dalt.             | Sense lema                       | 1-12345 10-12345       | Revalidada pel 1948 amb etiquetes platejades.                                                                             |
|        | 1949             | Caràcters en relleu de color blanc sobre fons negre. "IOWA-1949" centrat a dalt.             | Sense lema                       | 1-12345 10-12345       | |
|        | 1950-51          | Caràcters en relleu de color negre sobre fons blanc. "19 - IOWA - 50 " centrat a dalt.       | Sense lema                       | 1-12345 10-12345       | Revalidada pel 1951 amb etiquetes platejades.                                                                             |
|        | 1952             | Caràcters en relleu de color blanc sobre fons negre. "19 - IOWA - 52 " centrat a dalt.       | Sense lema                       | 1-12345 10-12345       | |
|        | 1953-55          | Caràcters en relleu de color negre sobre fons blanc. "19 IOWA 53 " centrat a dalt.           | "THE CORN STATE" centrat a baix. | 1-12345 10-12345       | Primera placa amb lema. Revalidada pel 1954 i 1955 amb etiquetes platejades.                                              |

### Models de 1956 fins 1978
El 1956, el Canadà i els Estats Units d'Amèrica van arribar a un acord amb l'Associació Americana d'Administradors de Vehicles de Motor, l'Associació de Fabricants d'Automòbils i el Consell Nacional de Seguretat en que es concretava una mida única de les plaques de vehicles de passatgers a 150 mm per 300 mm (6 per 12 polzades), amb forats per poder-les muntar espaiats 180 mm (7 polzades), tot i que les dimensions o poden variar lleugerament segons la jurisdicció. Hawaii adopta aquestes mides el mateix any 1956.
| Imatge | Data d'expedició | Disseny                                                                                           | Lema       | Combinació utilitzada                                               | Notes |
| ------ | ---------------- | ------------------------------------------------------------------------------------------------- | ---------- | ------------------------------------------------------------------- | --- |
|        | 1956-57          | Caràcters en relleu de color blanc sobre fons negre. "19 IOWA 56 " centrat a dalt.                | Sense lema | 1-1234 1-A1231-1A23 10-1234 10-A123 10-1A23 77-12A3 77-123A 77-AB12 | Primera placa de mides estàndard de 6x12 polzades (15x30cm) Les lletres I, M, O, Q, W i Y no s'utilitzen. Revalidada pel 1957 amb etiquetes platejades.                                          |
|        | 1958             | Caràcters en relleu de color blanc sobre fons negre. A dalt "IOWA" centrat i "58" a la dreta.     | Sense lema | 1-12345 1/0-12345                                                   | El codi de comtat apareix més petit que la combinació, i en cas de tenir dues xifres es posa en vertical.                                                                                        |
|        | 1959             | Caràcters en relleu de color negre sobre fons groc. A dalt "IOWA" centrat i "59" a la dreta.      | Sense lema | 1 12345 1/0 123456                                                  | |
|        | 1960             | Caràcters en relleu de color negre sobre fons blanc. A dalt "IOWA" centrat i "60" a la dreta.     | Sense lema | 1 12345 1/0 123456                                                  | |
|        | 1961             | Caràcters en relleu de color negre sobre fons groc. A dalt "IOWA" centrat i "61" a la dreta.      | Sense lema | 1 12345 1/0 123456                                                  | |
|        | 1962             | Caràcters en relleu de color negre sobre fons blanc. A dalt "IOWA" centrat i "62" a la dreta.     | Sense lema | 1 12345 1/0 123456                                                  | |
|        | 1963             | Caràcters en relleu de color blanc sobre fons negre. A dalt "IOWA" centrat i "63" a la dreta.     | Sense lema | 1 12345 1/0 123456                                                  | |
|        | 1964             | Caràcters en relleu de color blanc sobre fons verd fosc. A dalt "IOWA" centrat i "64" a la dreta. | Sense lema | 1 12345 1/0 123456                                                  | |
|        | 1965             | Caràcters en relleu de color blanc sobre fons blau marí. A dalt "IOWA" centrat i "65" a la dreta. | Sense lema | 1 12345 1/0 123456                                                  | |
|        | 1966             | Caràcters en relleu de color blanc sobre fons vermell. A dalt "IOWA" centrat i "66" a la dreta.   | Sense lema | 1 12345 1/0 123456                                                  | |
|        | 1967             | Caràcters en relleu de color negre sobre fons blanc. A dalt "IOWA" centrat i "67" a la dreta.     | Sense lema | 1 12345 1/0 123456                                                  | |
|        | 1968             | Caràcters en relleu de color vermell sobre fons blanc. A dalt "IOWA" centrat i "68" a la dreta.   | Sense lema | 1 12345 1/0 123456                                                  | |
|        | 1969             | Caràcters en relleu de color negre sobre fons blanc. A dalt "IOWA" centrat i "69" a la dreta.     | Sense lema | 1 12345 1/0 123456                                                  | |
|        | 1970             | Caràcters en relleu de color vermell sobre fons blanc. A dalt "IOWA" centrat i "70" a la dreta.   | Sense lema | 1 12345 1/0 123456                                                  | |
|        | 1971             | Caràcters en relleu de color negre sobre fons blanc. A dalt "IOWA" centrat i "71" a la dreta.     | Sense lema | 1 12345 1/0 123456                                                  | |
|        | 1972-74          | Caràcters en relleu de color negre sobre fons reflectant groc. "IOWA 72" centrat a dalt.          | Sense lema | 1 12345 1/0 123456                                                  | Revalidada pel 1973 i 1974 amb adhesius. |
|        | 1975-78          | Caràcters en relleu de color blanc sobre fons reflectant negre. "IOWA 75" centrat a dalt.         | Sense lema | 1 ABC123 1/0 ABC123                                                 | S'introdueixen tres lletres assignades en bloc per a cada comtat, això dura fins al 1985. Les plaques de no residents inicialment tenien "NON RESIDENT" a la part inferior i cap codi de comtat. |

### Models de 1979 fins avui dia
| Imatge | Data d'expedició        | Disseny | Lema                                          | Combinació utilitzada | Notes |
| ------ | ----------------------- | --- | --------------------------------------------- | --------------------- | --- |
|        | 1979-84                 | Caràcters en relleu de color blanc sobre fons reflectant verd fosc. A dalt "IOWA" centrat i "79" a la dreta. Nom del comtat centrat a baix.                                                                                                   | Sense lema                                    | ABC 123               | Desapareix el codi numèric de comtat després de 57 anys, substituït pel nom del comtat a la part inferior de la placa. Si la placa està en relleu cap enfora o cap endins depèn del comtat d'emissió. |
|        | 1985-96                 | Caràcters en relleu de color blanc sobre fons reflectant blau. A dalt "IOWA" centrat i "85" a la dreta. Nom del comtat centrat a baix. | Sense lema                                    | ABC 123               | |
|        | 1992-97                 | Caràcters en relleu de color vermell sobre fons reflectant blanc. Franja blau marí a la part superior amb "IOWA" i la silueta de l'estat al centre i "1846-1996" al costat esquerre i "92" al dret.                                           | "Sesquicentennial" en vermell centrat a baix. | S123456               | Placa commemorativa dels 150 anys de l'admissió de l'estat d'Iowa a la Unió. |
|        | 1997-98                 | Caràcters en relleu de color blau sobre fons reflectant blau cel amb imatge gràfica d'un horitzó urbà blanc i escena agrícola en gris. "IOWA" centrat a dalt i nom dels comtat centrat a baix.                                                | Sense lema                                    | 123 ABC               | La combinació començada amb la lletra E no s'utilitza. |
|        | 1998-mitjan 2001        | Igual que l'anterior, però amb el nom de l'estat i del comtat en color blau. | Sense lema                                    | 123 ABC               | |
|        | Mitjan 2000-juliol 2011 | Igual que l'anterior, però tot imprès sense relleu. | Sense lema                                    | 123 ABC               | Originalment emès als vuit comtats més poblats (Black Hawk, Dubuque, Johnson, Linn, Polk, Pottawattamie, Scott i Woodbury) i a partir de mitjan 2001 a la resta.                                      |
|        | Juliol 2011-finals 2012 | Igual que l'anterior però amb el nom de l'estat i del comtat en color negre. | Sense lema                                    | 123 ABC               | |
|        | Finals 2012-abril 2018  | Igual que l'anterior. | Sense lema                                    | ABC 123               | Les lletres I, O i Q no s'utilitzen com a trercera lletra. |
|        | Abril 2018-avui dia     | Caràcters en color blau marí sobre fons reflectant amb imatge gràfica d'un cel blau, l'horitzó blanc de la ciutat, una granja, un aerogenerador i un camp d'herba verd clar. "IOWA" en blanc centrat a dalt i nom del comtat en negre a baix. | Sense lema                                    | ABC 123               | Les lletres I, O i Q no s'utilitzen com a trercera lletra. |

## Altres tipus

### Personalitzades
Iowa ofereix matrícules personalitzades per un suplement, tant en el disseny estàndard "City and Country Reboot" com en els dissenys especials prèvia aprovació i que compleixin els següents requisits:
- Que pot tenir una combinació de com a mínim 2 caràcters i com a màxim de fins a 7 caràcters (tant lletres com xifres del 0-9).
- No es permeten signes de puntuació.

### Especials

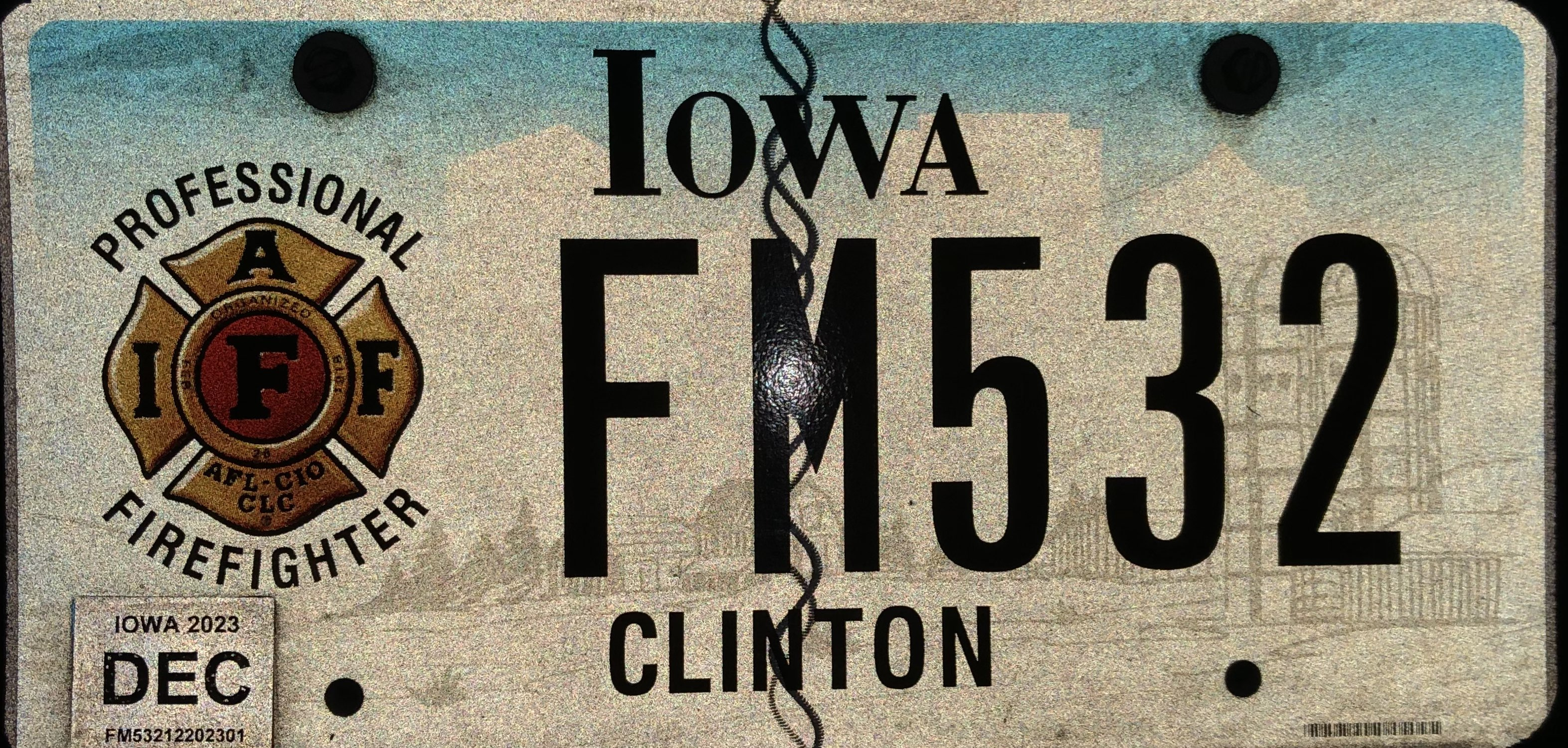
Placa especial pels membres del cos de bombers d'Iowa.

Iowa ofereix la possibilitat d'escollir entre més de 80 dissenys diferents de matrícules especials on els propietaris poden mostrar aquest suport o afiliació a una organització educativa, benèfica o a diverses causes tant locals com nacionals amb el pagament d'una tarifa addicional. Les plaques universitàries són les úniques plaques que no tenen el mateix color que la placa d'emissió estàndard. L'esquema de colors és una base groga, amb el color de l'equip esportiu principal de la universitat tant a la combinació com a una capçalera que indica el nom de la universitat (és a dir, vermell per a la Universitat Estatal d'Iowa, negre per a la Universitat d'Iowa, etcètera).

### Motocicletes
Les motocicletes utilitzen el mateix model de placa que els vehicles de passatgers però amb una combinació de quatre xifres més dues lletres (ex. 1234 AB) o a l'inrevés (ex. AB 1234).

### Concessionari
Els vehicles de concessionari utilitzen una placa amb els caràcters en negre sobre fons blanc amb la inicial "D" de "Dealer" davant de tres xifres que va ascendint per a cada distribuïdor.

### Govern del comtat
Els vehicles oficials del comtat utilitzen una placa amb els caràcters en negre sobre fons blanc amb una combinació de cinc xifres (ex. 12345)